# Vera Karam
Vera Karam (Pelotas, 20 de outubro de 1959 — Porto Alegre, 1º de janeiro de 2003) foi uma escritora, atriz, professora de inglês e tradutora brasileira.
Entre suas várias obras destacam-se: para o teatro Dona Otília lamenta muito, Maldito coração, me alegra que tu sofras, Ano novo, vida nova, Nesta data querida e O casal ou Por que você não disse que me amava?; contos: Há um incêndio sob a chuva rala, Primeiro de maio, Visita à vovó, Tudo da vida é passageiro, A vida alheia, Vinte e quatro de dezembro; como tradutora traduziu A morte de Ivan Ilitch, de Leon Tolstói. Publicou vários livros,entre eles: Há um incêndio sob a chuva rala, Dona Otília lamenta muito (Instituto Estadual do Livro do Rio Grande do Sul, 1994) e Dona Otília e outras histórias.
Em 2010 a atriz Guida Vianna precisou montar uma peça para o Festival de Curitiba em apenas quatro semanas. Assim que recebeu o pedido de Leandro Knopfholz, diretor do festival, telefonou ao amigo diretor Gilberto Gawronski. Dessa forma, nasceu a peça Dona Otília e Outras Histórias, que encerrou sua participação em Curitiba em março de 2010, seguindo para o Rio, onde estreou em abril de 2010, no Sesc Copacabana. As três histórias são de Vera Karam, que completaria 50 anos neste ano. Vera era amiga de Gawronski desde a infância e ele, que também atua na peça, quis homenageá-la. 

## Fonte de referência
- FONSECA, Alice Rache. Maria da Cunha e Vera Karam: diálogo de um século ? Dissertação. FURG, Rio Grande, 2005.